# Szegedy Róza
Mezőszegedi Szegedy Róza (Kám, Vas vármegye, 1774. április 6. – Sümeg, Zala vármegye, 1832. május 18.) Kisfaludy Sándor felesége és múzsája ('Liza').

## Élete

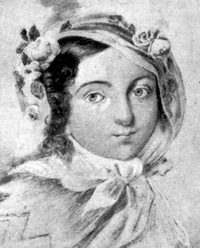
A fiatal Szegedy Róza

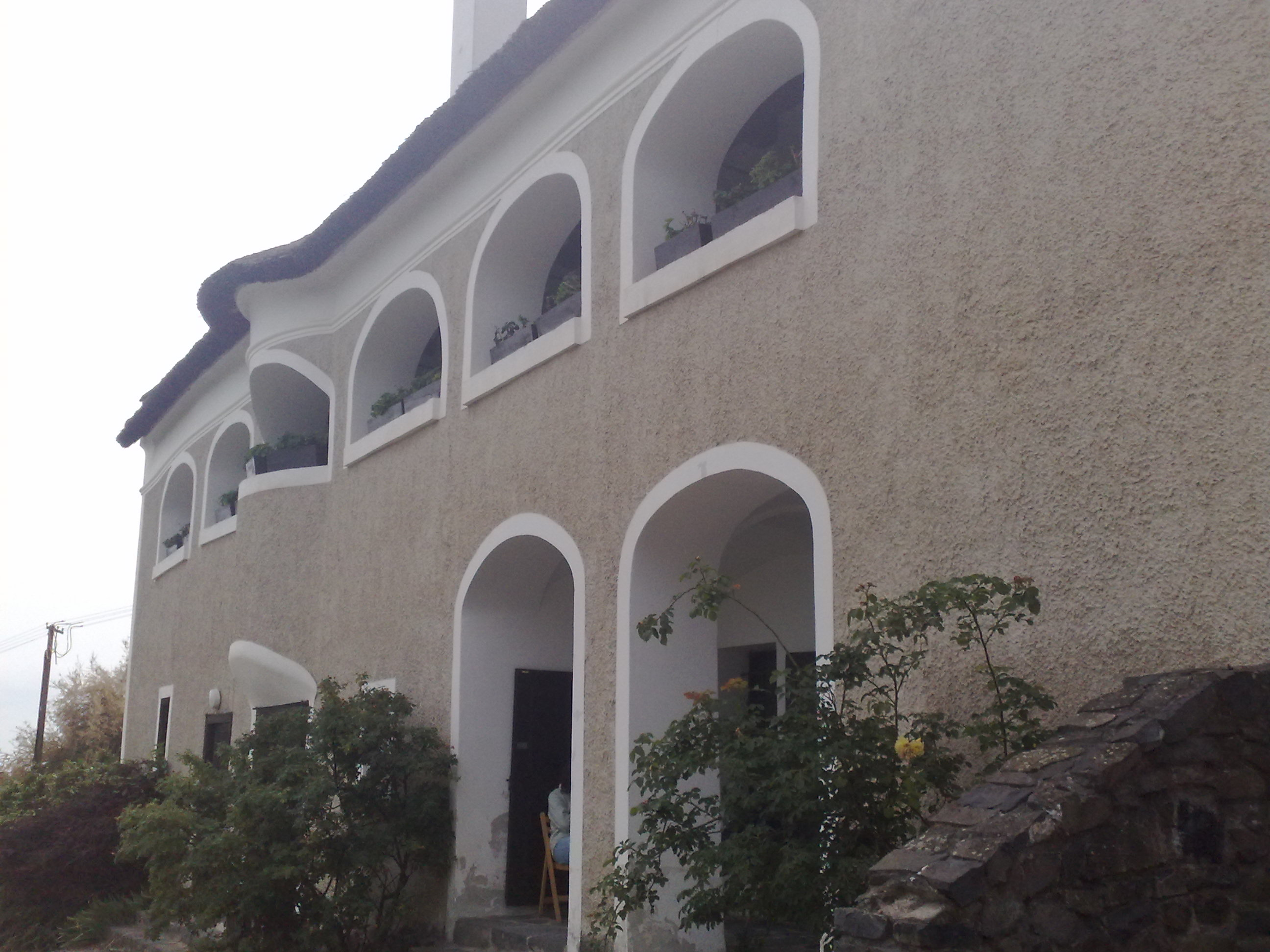
Szegedy Róza háza az udvarból nézve, Badacsonytomaj

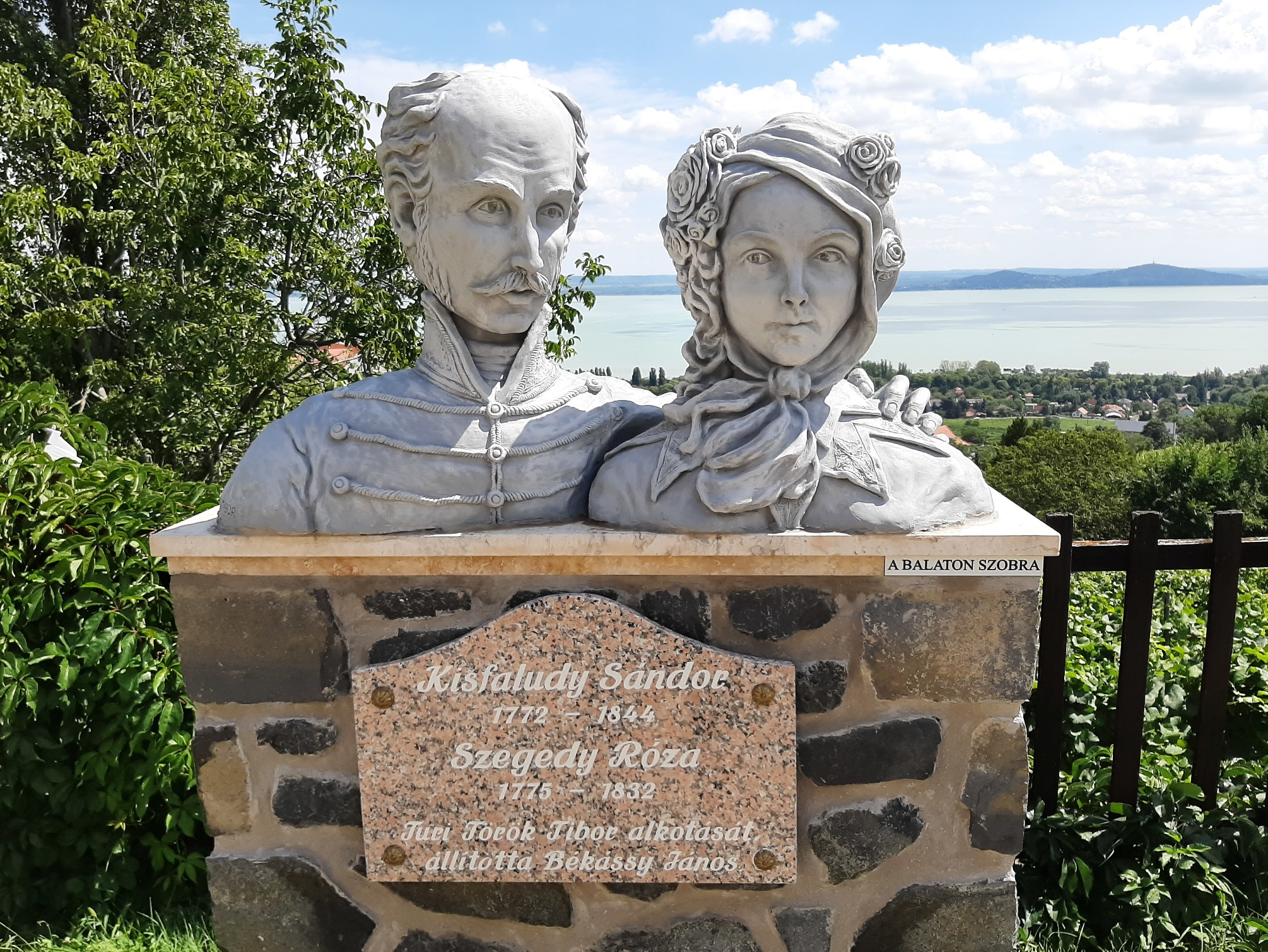
Kisfaludy Sándor és Szegedy Róza mellszobra Badacsonytomajon a Szegedy Róza házánál.

A mezőszegedi Szegedy család címere

### Származása
A római katolikus nemesi származású dunántúli mezőszegedi Szegedy család sarja. Édesapja, mezőszegedi Szegedy Ignác (1736-1796), királyi tanácsos, Zala vármegye alispánja, édesanyja, a barkóczi Rosty családból származó barkóczi Rosty Katalin Rozália (1753-1787) asszony volt. Az anyai nagyszülei barkóczi Rosty Ferenc (1718-1790), Vas vármegye alispánja, királyi tanácsos, földbirtokos, és bajáki Bajáky Katalin (1726-1782) voltak. Anyai nagybátyjai, barkóczi Rosty János (1758-1810), hahóti apát és keszthelyi plébános, valamint Rosty Pál (1745-1818), főhadnagy, földbirtokos voltak. Ráczkevi Eötvös Károly író állítása szerint, a Rosty nemzetség „ősrégi család, ama 108 nemzetség egyike, mely Árpád vezérlete alatt az országot elfoglalta.” Szegedy Róza nagyapjának, Rosty Ferenc királyi tanácsosnak, három testvére volt: Rosty János (1717-1762), földbirtokos, Rosty Anna (1722-1784), boldogfai Farkas Ferenc (1713–1770) Zala vármegyei alispánnak a felesége, valamint Rosty Katalin, szalapatakai Nagy Mihály (1706–1756) zalai alispánnak, királyi tanácsosnak a hitvese. Szegedy Róza egyik elsőfokú unokatestvére Rosty Pál főhadnagynak a fia, barkóczi Rosty Albert (1779–1847), Békés vármegye alispánja, földbirtokos volt.
Szegedy Róza édesanyját korán elvesztette, majd apja halála után nagybátyja, Szegedy János (1741-1806), felsőörsi prépost lett a gyámja. St. Pöltenben, orsolyita apácáknál tanult. Szegedy Róza a liberális érzelmű mezőszegedi Szegedy Ferenc (1786 – 1848) zalai alispán nővére volt.

### Leánykora, Kisfaludy udvarlása
Róza a Zala vármegye híresen szép és gazdag lányai közé tartozott, számos udvarlóval. Az egyik kedves fiatalkori barátja Rózának, besenyői és velikei Skublics Imre (1771-1830) volt, aki később a vármegye főjegyzője lett. Kisfaludy Sándor figyelmét Sümegen egy Oszterhuber nevű barátja hívta fel a feltűnő szépségre: „...igen szép és igen okos lány, de igen nagy úrnő. Szegény legény ne forgolódjék körülötte, mert nagyra van nevelve.” Kisfaludy ettől fogva „szeme közé akart nézni Szegedy Rózának”. Tudatosan próbált „véletlenül találkozni” vele, de többször is épp lemaradt a találkozásról. A 20 év körüli ifjú tiszt végül Sümegen látta meg életében először az akkor 16-17 éves Rózát, 1792 tavaszán. Egy közeli rokona, a Mihályfán lakó forintosházi Forintosné gyónáskor észrevette a lányt Sümegen, gyorsan riasztotta az épp az öreganyjánál Sümegen időző Kisfaludyt, aki egy átmulatott éjszaka után rohant a templomhoz. De már csak hintójában látta arcát egy pillanatra. Elunva az utánafutkosást, írt hozzá egy verset, melyet Skublics Imre barátja Róza kezébe juttatott. „Nagyon rossz vers lehetett, nincs is meg a versek gyűjteményében. Tartalma az volt, hogy Jupiter, Apolló, Merkur s valamennyi olimpusi isten otthagyta az eget, s elment ki erre, ki amarra; az ördög maradjon az égben, ha Szegedy Róza onnan a földre szállott, s itt akar mulatni.” Róza a sümegi hintótalálkozás és kivált a hozzá intézett költemény olvasta óta jól tudta, hogy ő Kisfaludy ábrándjainak állandó tárgya. Bizonyára megmondta ezt neki Skublics Imre, és igenis megmondták neki az öreg nénik és kivált Forintosné is.
Kisfaludy Sándort Szegedy Róza Vashosszúfaluban ismerte meg nagybátyáéknál, barkóczi Rosty Páléknál, egy szüreti bál alkalmával. Ekkor szerettek egymásba, s ez a szerelem az élete végéig elkísérte Rózát. Kezdetben óvatosan fogadta a nagy szoknyavadász hírében álló 24 éves Kisfaludyt, akinek katonatiszti külföldi szerelmi kalandjai közszájon forogtak. A költő 1796-ban feleségül kérte, amire a túl sürgető rohamnak is betudhatóan, akkor még nemet mondott. A türelemre intett, romantikusan érzelmes Kisfaludy így hivatásos katonatiszti feladat vállalása mellett döntött, és háborúba indult, felejteni a viszonzatlannak hitt szerelem kínjait. Róza nagyon is szerette az ő daliáját, a visszaemlékezések szerint ugyan akadtak más, nemes kérői is Kisfaludy távolléte alatt, ám ő senkinek nem akart igent mondani, azt tervezte, kolostorba vonul, és Jézusnak szenteli életét.

### Házassága Kisfaludyval
Idővel azonban a költő visszatért a halál torkából, változatlanul szerelmesen, így másodjára is feleségül kérte Rózát 1798-ban Felsőörsön, amire a leány már igent mondott. 1800. január 20-án házasodtak össze Ötvösön. Az esküvői tanúk nemesnépi Dienes István (1767–1821), táblabíró, a Szegedy család ügyvédje, szentpéterúri földbirtokos, és nemes Kiss Ferenc voltak; mezőszegedi Szegedy János (1741–1806), felsőőrsi prépost, a menyasszony nagybátyja, eskette őket össze. A végig boldog házasság első öt évét Kámon töltötték, a Rosty családtól örökölt Szegedy Róza birtokán, ahol szőlőtermesztéssel és gazdálkodással foglalkoztak. 1805-ben Sümegre költöztek, itt született Kisfaludy versciklusa, a Boldog szerelem himnusza. 32 évig éltek együtt.

### Betegsége, halála
Élete folyamán korán betegeskedni kezdett. 45 évesen „sovány volt, fényes fehér arca s még akkor is gyönyörű kék szemei.” Eötvös Károly Utazás a Balaton körül című könyvében több fejezetet szentel Szegedy Róza alakjának. Utolsó éveiről így ír: „1831-ben már mindig komoly volt. Sőt szomorúnak látszott. Arca halovány, szinte hervadozó, csak sötét égszínkék szemeiben volt meg a régi sugár. Nem volt már fiatal, közel volt az ötvenhetedik évhez.” 1832. május 18-án Róza meghalt 57 évesen Sümegen.
Sümegen közös sírban nyugszanak: Kisfaludy Sándor végakarata, hogy halála után nejével, Szegedy Rózával, egy sírban nyugodjon. A nagy költő születési helyén, Sümegen, ez irányban megindult mozgalmat 1903. szeptember 26-án valósították meg, amely napon az e célra választott bizottság Szegedy Róza koporsóját felbontatta, maradványait érckoporsóba tette és a Kisfaludy Sándor szobra alatt levő sírboltba, a nagy költő koporsója mellé helyezte. Badacsonyi háza – melyben férjével együtt laktak – ma emlékmúzeum.

## Rózsakő
Az elbeszélések szerint Róza egyik kedvenc helye volt egy, a Badacsony oldalában rejlő kő, melyen gyakran üldögélt Kisfaludyval, gyönyörködve a csodás balatoni panorámában, ami onnan a szemük elé tárult. Ezt a követ később róla nevezték el Rózsakőnek, amelyet a mai napig a fiatal szerelmesek sora keresi fel, a róla szövődött legenda miatt.

## Szegedy Róza irodalmi művekben
Eötvös Károly: Utazás a Balaton körül; A legrészletesebb életrajzi leírást Szegedy Róza életéről a kései kortárs Eötvös Károly adta e könyvében.

## Származása
| mezőszegedi Szegedy Róza (Kám, Vas vármegye, 1774. április 6. – Sümeg, 1832. május 18.) | Apja: mezőszegedi Szegedy Ignác (Pápa, 1736. január 24. – Ötvös, 1796. szeptember 16.) Zala vármegye alispánja, királyi tanácsos, földbirtokos | Apai nagyapja: mezőszegedi Szegedy Ferenc (1696. – ?) Veszprém vármegye alispánja, királyi táblai ülnök, földbirtokos         | Apai nagyapai dédapja: mezőszegedi Szegedy Pál (? - ? ) Vas vármegye alispánja, földbirtokos (Szülei: mezőszegedi Szegedy Ferenc, kassai hadbíró, jószágkormányzója gróf Nádasdy Ferencnek, földbirtokos, és köveskúti Angyal Judit)                                                             |
| mezőszegedi Szegedy Róza (Kám, Vas vármegye, 1774. április 6. – Sümeg, 1832. május 18.) | Apja: mezőszegedi Szegedy Ignác (Pápa, 1736. január 24. – Ötvös, 1796. szeptember 16.) Zala vármegye alispánja, királyi tanácsos, földbirtokos | Apai nagyapja: mezőszegedi Szegedy Ferenc (1696. – ?) Veszprém vármegye alispánja, királyi táblai ülnök, földbirtokos         | Apai nagyapai dédanyja: telekesi Török Katalin (? – ? ) (Szülei: telekesi Török Imre, Vas vármegye alispánja, földbirtokos, kisfaludi Kisfaludy Borbála) |
| mezőszegedi Szegedy Róza (Kám, Vas vármegye, 1774. április 6. – Sümeg, 1832. május 18.) | Apja: mezőszegedi Szegedy Ignác (Pápa, 1736. január 24. – Ötvös, 1796. szeptember 16.) Zala vármegye alispánja, királyi tanácsos, földbirtokos | Apai nagyanyja: medgyesi Somogyi Róza (Pápa, 1714. június 26. – ? )                                                           | Apai nagyanyai dédapja: medgyesi Somogyi Ádám (? – ? ) Veszprém vármegye alispánja, földbirtokos, kuruc ezredes (Szülei:medgyesi Somogyi Miklós, 1676 és 1686 között pápai főhadnagy, és mezőszegedi Szegedy Éva)                                                                                |
| mezőszegedi Szegedy Róza (Kám, Vas vármegye, 1774. április 6. – Sümeg, 1832. május 18.) | Apja: mezőszegedi Szegedy Ignác (Pápa, 1736. január 24. – Ötvös, 1796. szeptember 16.) Zala vármegye alispánja, királyi tanácsos, földbirtokos | Apai nagyanyja: medgyesi Somogyi Róza (Pápa, 1714. június 26. – ? )                                                           | Apai nagyanyai dédanyja: vizeki Tallián Rózália (Pápa, 1692. augusztus 6. -Pápa, 1733. április 30.) (Szülei: vizeki Tallián Sándor, földbirtokos, és sághfai Sándor Mária) |
| mezőszegedi Szegedy Róza (Kám, Vas vármegye, 1774. április 6. – Sümeg, 1832. május 18.) | Anyja: barkóczi Rosty Katalin Róza (Ják, 1753. augusztus 30. –Ötvös, 1787. október 10.)                                                        | Anyai nagyapja: barkóczi Rosty Ferenc (1718. – Kám, 1790. február 4.) Zala vármegye alispánja, királyi tanácsos, földbirtokos | Anyai nagyapai dédapja: barkóczi Rosty László (fl. 1710-1730) Vas vármegye főszolgabírája, földbirtokos, (Szülei: barkóczi Rosty István, földbirtokos, jószágkormányzója a gróf Batthyány családnak, és jobbágyi Jobbágyi Regina)                                                                |
| mezőszegedi Szegedy Róza (Kám, Vas vármegye, 1774. április 6. – Sümeg, 1832. május 18.) | Anyja: barkóczi Rosty Katalin Róza (Ják, 1753. augusztus 30. –Ötvös, 1787. október 10.)                                                        | Anyai nagyapja: barkóczi Rosty Ferenc (1718. – Kám, 1790. február 4.) Zala vármegye alispánja, királyi tanácsos, földbirtokos | Anyai nagyapai dédanyja: zalalövői Csapody Mária (fl. 1710-1714) (Szülei: zalalövői Csapody István, zalalövői várkapitány, földbirtokos, és osztopáni Perneszy Zsófia, akinek a szülei osztopáni Perneszy István, a zalalövői véghely főkapitánya, földbirtokos és nyéki Rauch Zsuzsanna voltak) |
| mezőszegedi Szegedy Róza (Kám, Vas vármegye, 1774. április 6. – Sümeg, 1832. május 18.) | Anyja: barkóczi Rosty Katalin Róza (Ják, 1753. augusztus 30. –Ötvös, 1787. október 10.)                                                        | Anyai nagyanyja: bajáki Bajáky Katalin (Sárvár, 1726. – Ják, 1782. november 26.)                                              | Anyai nagyanyai dédapja: bajáki Bajáky Mihály (1671 -Táplánfa, 1734. május 11.) Vas vármegye főszolgabírája, földbirtokos (Szülei: bajáki Bajáky Boldizsár, földbirtokos, és lukafalvi Zarka Mária)                                                                                              |
| mezőszegedi Szegedy Róza (Kám, Vas vármegye, 1774. április 6. – Sümeg, 1832. május 18.) | Anyja: barkóczi Rosty Katalin Róza (Ják, 1753. augusztus 30. –Ötvös, 1787. október 10.)                                                        | Anyai nagyanyja: bajáki Bajáky Katalin (Sárvár, 1726. – Ják, 1782. november 26.)                                              | Anyai nagyanyai dédanyja: niczki Niczky Mária (1698 – Táplánfa, 1759. július 7.) (Szülei: niczki Niczky Boldizsár, Vas vármegye alispánja, földbirtokos és Barabás Orsolya) |